# لاهوت مقارن
اللاهوت المقارن، وهو مجال جديد نسبيًا في اللاهوت، يجمع بين «المقارنة» و «اللاهوت» في التوتر الخلاق. يمثل اللاهوت المقارن نوعًا معينًا من الممارسات اللاهوتية الملتزمة بالتعلم العميق المشترك بين الأديان («المقارنة»)، مع الحفاظ على جذورها في تقاليد دينية معينة («اللاهوت»). علاوة على ذلك، في حين أن العديد من مؤيديه ينتمون إلى التقاليد الدينية المسيحية، من الممكن أن يكون بمثابة نقطة انطلاق لاهوت أي تقليد ديني.

## العلاقات مع التخصصات الأخرى

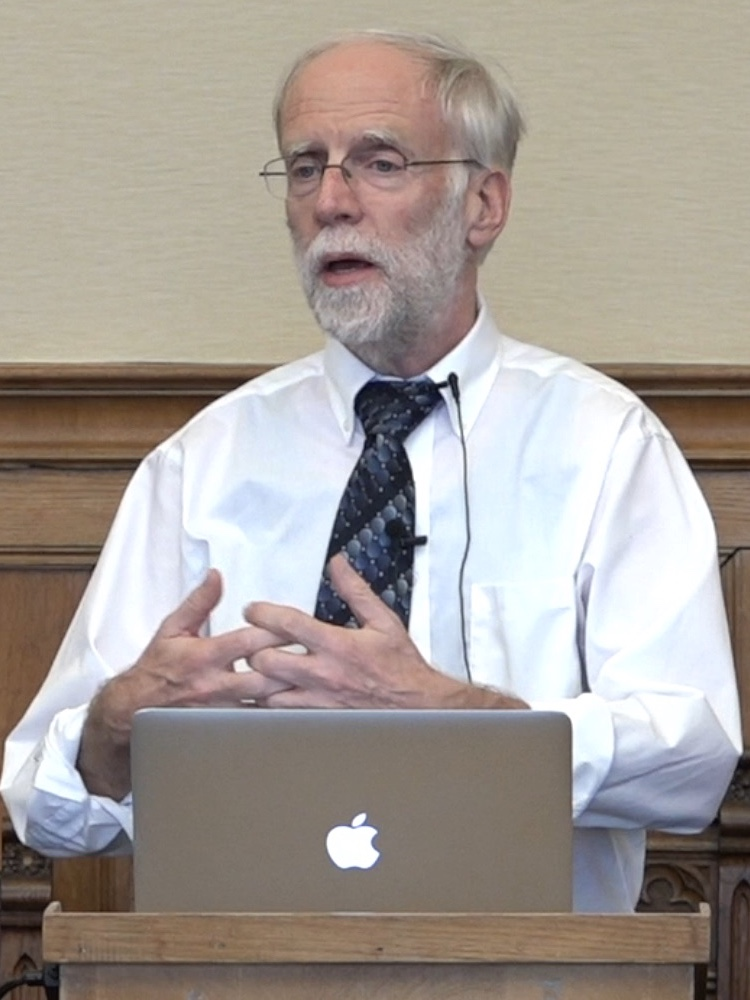
يعدّ فرنسيس كزافييه كلوني من أبرز أعلام اللاهوت المقارن

يرى فرنسيس كزافييه كلوني، وهو شخصية بارزة في علم اللاهوت المقارن، أن اللاهوت المقارن هو «عقيدة تبحث عن الفهم». يشرح تمايز اللاهوت المقارن من خلال توضيح العلاقة بين اللاهوت المقارن والتخصصات ذات الصلة بالدين المقارن، ولاهوت الأديان، والحوار بين الأديان.

### اللاهوت المقارن ضد الدين المقارن
يتشارك اللاهوت المقارن والدين المقارن اهتمامًا في الدراسة المقارنة للدين. ومع ذلك، على عكس الدين المقارن، الذي يسعى إلى دراسة أوجه التشابه والاختلاف بين مجموعة متنوعة من التقاليد الدينية من وجهة نظر محايدة، يركز اللاهوت المقارن على الانعكاس اللاهوتي لدين المرء في ضوء الأفكار المستقاة من تقاليد دينية أخرى. يتأصل اللاهوت المقارن بعمق في تقاليد دينية معينة، بدلاً من التركيز على موقف منفصل عن الدين. يشرح فرنسيس كلوني:
يمثل اللاهوت المقارن -بداية اللاهوت والمقارنة وحتى نهايتهما- أعمال الإيمان التي تسعى إلى الفهم والتي تضرب بأصولها في تقاليد دينية معينة ولكنها، من ذلك المبدأ، تغامر في التعلم من تقليد ديني آخر أو أكثر. يُسعى إلى هذا التعلم من أجل الأفكار اللاهوتية الجديدة المثقلة بالديون المُوجهة حديثًا وكذلك التقاليد الوطنية.

### اللاهوت المقارن ضد لاهوت الدين
يشارك اللاهوت المقارن مع لاهوتية الأديان مصلحة لاهوتية في اللقاء بين الإيمان المسيحي والأديان الأخرى؛ ولكن من زاوية مختلفة، مع هدف واهتمام مختلفين. يحاول اللاهوت الديني توضيح العلاقة بين الإيمان المسيحي والتقاليد الدينية الأخرى فيما يتعلق بكيفية فهم الأديان الأخرى في ضوء الادعاءات المعيارية للإيمان المسيحي، والمتعلقة بالخلاص والمسيح على وجه الخصوص. وهكذا ينعكس لاهوت الدين من المزاعم اللاهوتية المسيحية، بناءً على الوصف العام للتقاليد الدينية الأخرى. على النقيض من ذلك، فإن اللاهوت المقارن هو لاهوت التعلم الديني. ويؤكد على دراسة متعمقة لخصوصيات التقاليد الدينية الأخرى بدلاً من الاعتماد على الأوصاف العامة. « لا يتعلق اللاهوت المقارن في المقام الأول بإثبات أَيُّها يُعتبر الدين الحقيقي، ولكن بالتعلم عبر الحدود الدينية من خلال طريقة تكشف عن حقيقة إيماني، في ضوء إيمانهم».

## المصادر والمنهجية

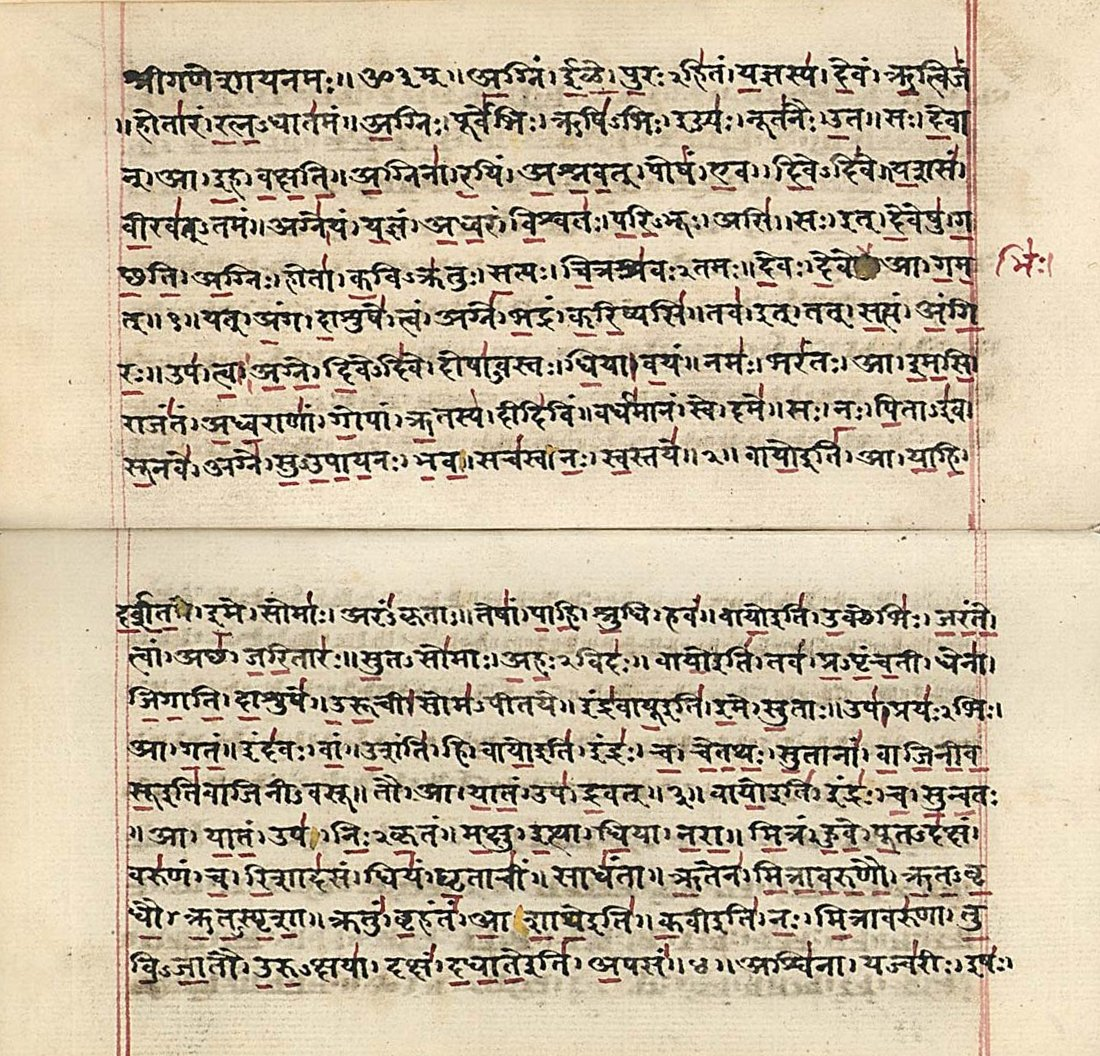
مخطوطة ريجفدا بالديوناكرية

### اللاهوت المقارن ضد الحوار بين الأديان
يشارك اللاهوت المقارن مع الحوار بين الأديان التزامًا بالمشاركة في الحوار والاستماع بعناية إلى الديانات الأخرى. ومع ذلك، يجب أن يذهب اللاهوت المقارن أبعد من مجرد الاستماع: «يجب على اللاهوتي المقارن أن يفعل أكثر من الاستماع لشرح الآخرين عن إيمانهم؛ إذ يجب أن يكون على استعداد لدراسة تقاليدهم بعمق إلى جانب عقيدته، مع أخذ الاثنين بعين الاعتبار».